# Dehio Tirol 1980
Das Dehio-Handbuch – Die Kunstdenkmäler Österreichs – Tirol erschien im Jahre 1980 als 4. Band einer 1974 vom Bundesdenkmalamt begonnenen neuen österreichischen Dehio-Serie.
Das Handbuch verzeichnet Denkmäler im Sinne des § 1 des Denkmalschutzgesetzes – also unbewegliche und bewegliche Gegenstände von geschichtlicher, künstlerischer und sonstiger kultureller Bedeutung –, allerdings unabhängig von einem öffentlichen Interesse an der Erhaltung. Einerseits ist der Dehio ein Hilfsmittel der Denkmälerforschung, andererseits ein Kunstführer, wie er auch die Wertschätzung für die Kunst- und Kulturdenkmäler in die Breite tragen soll.
Der Tirol-Teil im 1932 erschienenen ersten Band des Österreich-Dehios umfasste 147 Seiten, in der erweiterten Ausgabe von 1956 250 Seiten. Die Neubearbeitung von 1980 hat 984 Seiten. Das Konzept wie die Planung und Durchführung für die Neubearbeitung wurden von Eva Frodl-Kraft geleistet. Mit den Bereisungen wurde 1976 begonnen. Das Manuskript wurde mit 1. Jänner 1980 abgeschlossen. Horst Richard Huber und bis 1978 Wolfram Helke machten die Arbeit im Institut in Wien. Erich Egg als Leiter des Tiroler Landesmuseums Ferdinandeum leistete mit den Mitarbeitern Gert Ammann und Meinrad Pizzinini Arbeit vor Ort, wie Herta Öttl und Josef Franckenstein von der Kulturabteilung der Tiroler Landesregierung und Direktor Hans Gschnitzer vom Innsbrucker Volkskunstmuseum. Die ehemaligen Landeskonservatoren Oswald Graf Trapp und Johanna Gritsch gaben fachliche Hilfe. Karl Schütz brachte mit Egon Krauss und Alfred Reichling Daten zu historischen Orgeln bei und Josef Pfundner zu den Glocken.

## Nennung
- Dehio-Handbuch. Die Kunstdenkmäler Österreichs. Topographisches Denkmälerinventar. Herausgegeben vom Institut für österreichische Kunstforschung des Bundesdenkmalamtes Tirol. Bearbeitet von Gert Ammann, Erich Egg, Johanna Felmayer, Josef Franckenstein, Wolfram Helke, Horst R. Huber, Herta Öttl, Meinrad Pizzinini. Mit Beiträgen von Martin Bitschnau, Lois Ebner, Hans Gschnitzer, Gerhard Kaltenhauser, Helmut Krajicek, Elisabeth Scheicher, Hannsjörg Ubl, Liselotte Zemmer-Plank. Verlag Anton Schroll & Co., Wien 1980, ISBN 3-7031-0488-0.